# 誘蚊產卵器

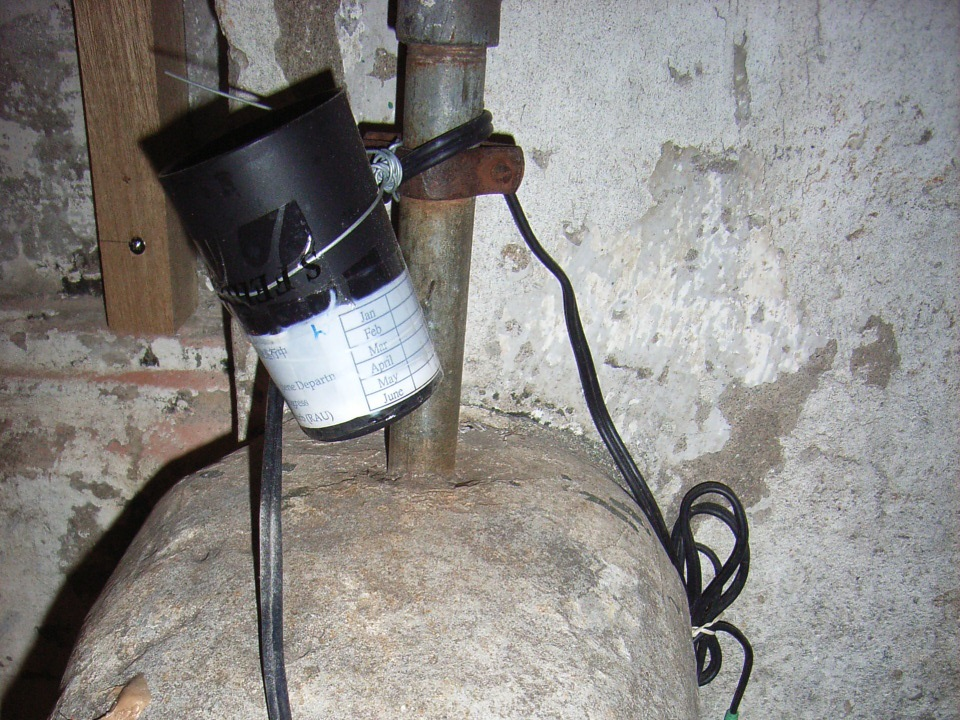
誘蚊產卵器，看上去只是一個黑色的杯。在香港，通常以鐵線把誘蚊產卵器固定在其他物體上離地擺放。新的設計附有有孔的傘蓋，並貼上膠紙以減少干擾。

誘蚊產卵器（Ovitrap）是用以收集分區的蚊產卵數量的統計裝置，基本上是一隻杯，內有半杯水，模仿適合母蚊產卵的天然環境，吸引母蚊於此器皿內產卵，定期收集這些杯，計算母蚊在杯內產卵數量，製成統計圖表，分析當地蚊的生長情況。 
這種統計方法，在1970年代的新加坡、美國、香港已開始應用。

## 相關
- 白紋伊蚊
- 生物數學

## 外部連線
- 白紋伊蚊誘蚊產卵器統計圖表例子